# Aenni Hartung
Pour les articles homonymes, voir Hartung et Hartung (homonymie).
Aenni Hartung, de son vrai nom Anna Maria Catharina Hartung (née le 31 mai 1891 à Düsseldorf, morte le 23 juillet 1983 à Andernach) est une peintre allemande.

## Biographie
Aenni Hartung est la fille de Heinrich Hartung III et la sœur de Heinrich Hartung IV. Elle va à l'école des Ursulines et apprend la peinture auprès de son père et de Franz Molitor. De 1913 à 1914, elle va à l'académie des beaux-arts de Düsseldorf où elle a comme professeur Willy Spatz puis elle est l'élève de 1916 à 1917 de la Kunstgewerbeschule de Coblence. Elle s'intéresse à la peinture de paysage, au védutisme et aux motifs à l'intérieur et autour de Coblence.